# Alexandre Gallart i Folch
Alexandre Gallart i Folch (Barcelona, 24 d'octubre de 1893 - Buenos Aires, 1972) fou un jurista i polític català, diputat a les Corts Espanyoles durant la Segona República.

## Biografia
Fill de Josep Gallart i Forgas natural de La Bisbal d'Empordà i de Mercè Folch i Parellada natural de Barcelona, propietaris del Palau de les Heures. Net de Francesc de Paula Folch i Amich. Llicenciat i doctorat en Dret per la Universitat de Barcelona, hi fou professor de dret del treball entre 1917 i 1936, així com de l'Escola d'Estudis Socials de la Generalitat de Catalunya. El 1929 fou vocal de la comissió interina de corporacions en el Ministeri de Treball d'Espanya. A les eleccions generals espanyoles de 1933 fou elegit diputat per Barcelona ciutat per la Lliga Catalana. També fou Conseller de Treball de la Generalitat de Catalunya entre el 14 de desembre de 1935 i el 16 de febrer de 1936.
En esclatar la guerra civil espanyola donà suport al nou règim franquista, fou assessor de la Junta de Burgos i el 1939 treballà al Ministeri d'Acció Sindical. Poc després, però, s'exilià cap a l'Argentina, on fou assessor de diverses empreses i publicà nombrosos llibres de dret de treball, camp on esdevingué una autoritat reconeguda.

## Obres
- Derecho español del trabajo (1936)
- El ocaso de una gran utopía. Consideraciones sobre el pensamiento político de la Edad Contemporánea (1941)
- El sindicalismo como fenómeno social y problema jurídico (1958)
- Las Convenciones Colectivas de condiciones de trabajo